# Île des Anguillards
L'île des Anguillards est une île fluviale de la Charente, située sur la commune de Saint-Groux.

## Nom
Un anguillard désigne une pêcherie d'anguilles en moyen français. La Charente est un fleuve où la pêche à l'anguille est pratiquée depuis de nombreux siècles. Saint-Groux possède encore une pêcherie.

## Géographie
La commune de Saint-Groux est située dans un large méandre de la Charente. À cet endroit, le fleuve forme un bras nommé l'Étouyer, créant une succession d'îles d'une centaine de mètres de largeur (prairie de Saint-Groux, le Grand Guin, etc.). L'île des Anguillards est une petite île située dans le bras principal du fleuve, peu avant la confluence de l'Étouyer avec la Charente. Il s'agit du plus grand élément d'un ensemble d'îlots, qui est d'ailleurs décrit sur certaines cartes topographiques de l'IGN comme « îles des Anguillards ».
L'île des Anguillard possède une forme de larme, d'environ 100 m de long pour 40 m dans sa plus grande largeur. Elle est couverte en totalité d'arbres.